# Lentinellus novae-zelandiae
Lentinellus novae-zelandiae är en svampart som först beskrevs av Miles Joseph Berkeley, och fick sitt nu gällande namn av R.H. Petersen 2004. Lentinellus novae-zelandiae ingår i släktet Lentinellus och familjen Auriscalpiaceae.   Inga underarter finns listade i Catalogue of Life.